# Duits-Nederlandse betrekkingen

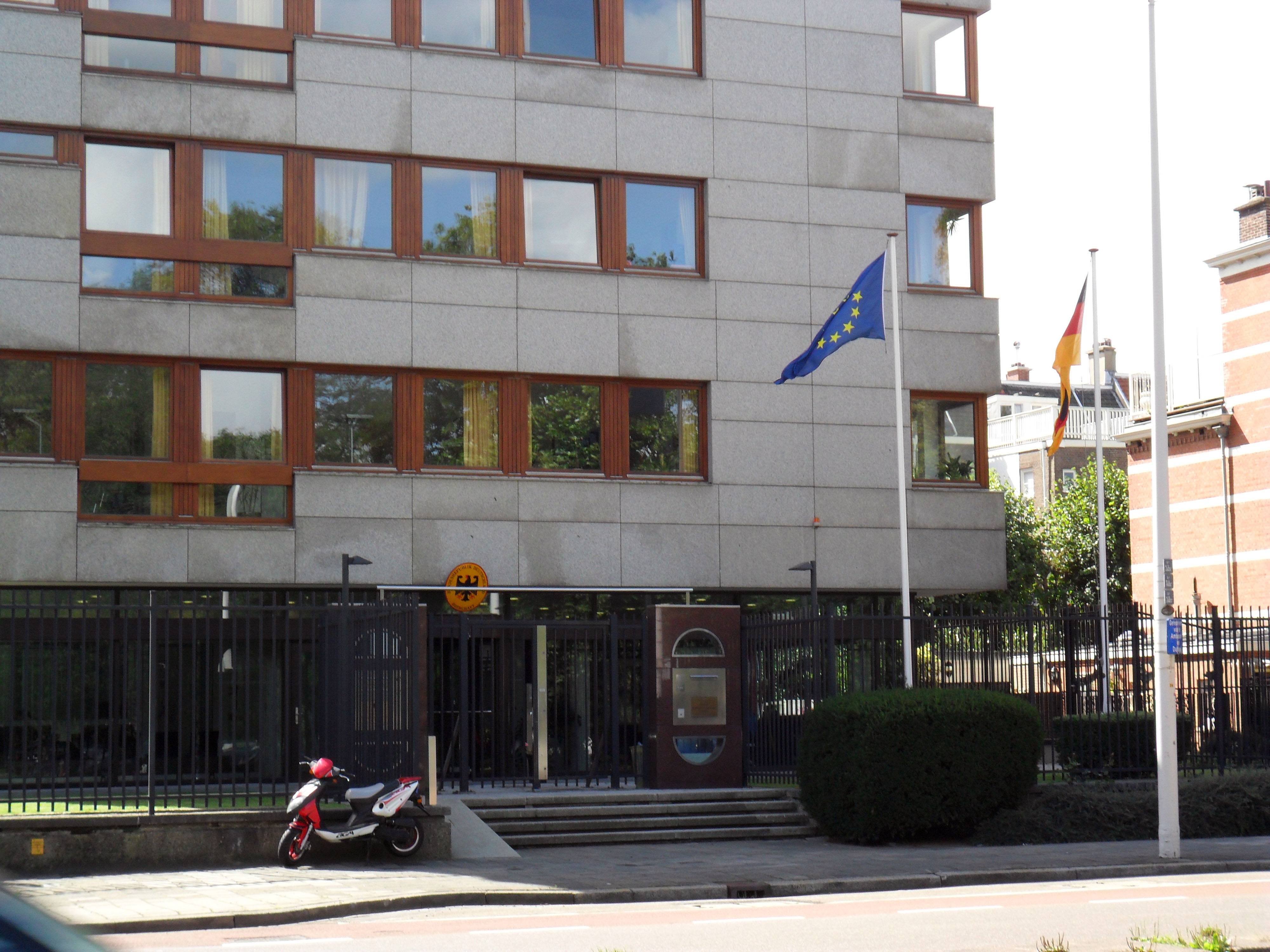
Ambassade van Duitsland in Den Haag

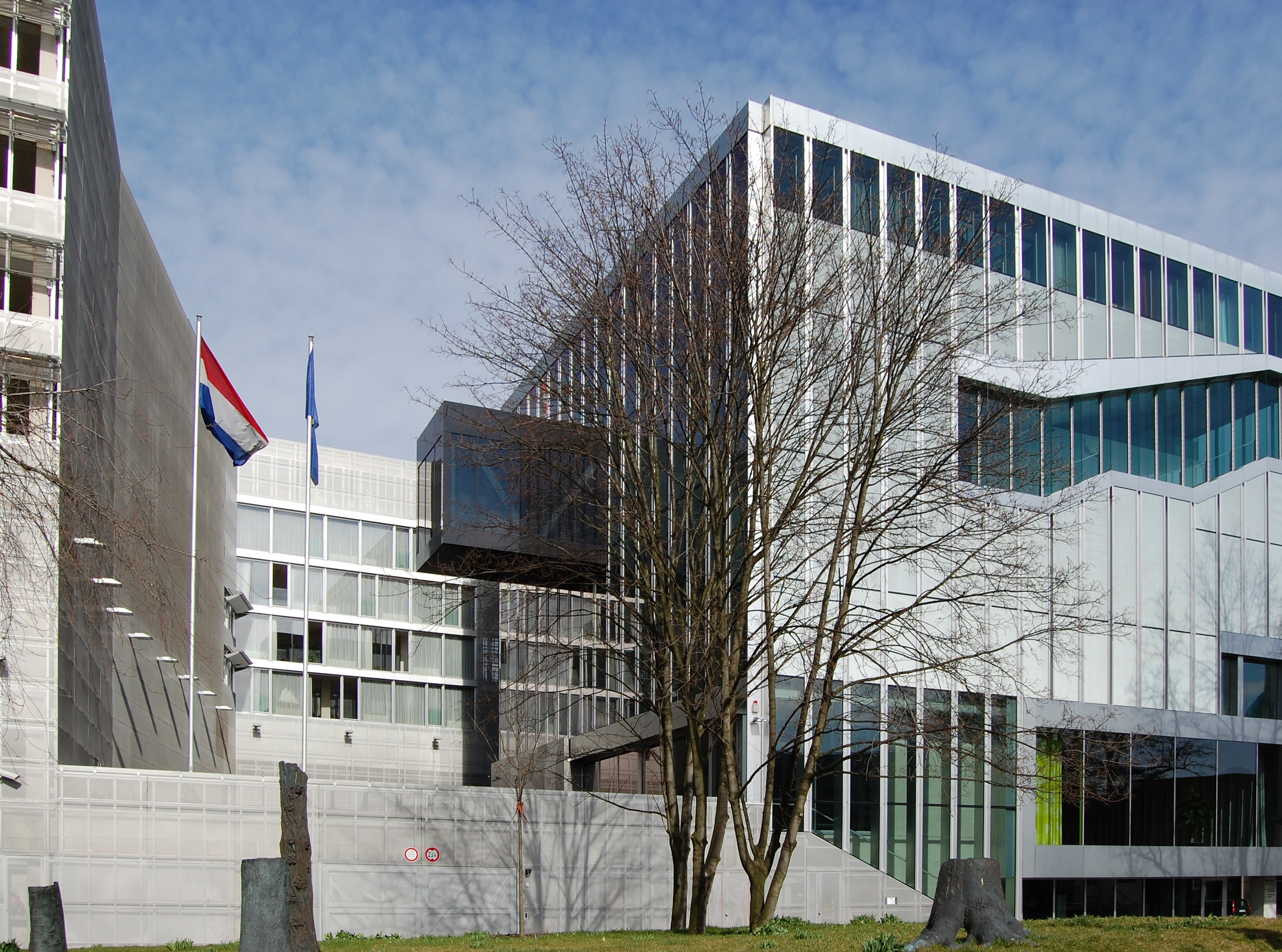
Ambassade van Nederland in Berlijn

De betrekkingen tussen Duitsland en Nederland bestaan sinds het ontstaan van het huidige Duitsland in 1871. De betrekkingen met de voorgangers van het huidige Duitsland gaan echter eeuwen terug. Na de Tweede Wereldoorlog hebben Nederland en Duitsland zich samen ingezet voor vrede, voorspoed en solidariteit in Europa. Er zijn samenwerkingsverbanden op alle niveaus en terreinen en de economieën zijn sterk met elkaar vervlochten.
Nederland heeft een ambassade in Berlijn en consulaten in Düsseldorf, Frankfurt, Hamburg, München en Stuttgart. Duitsland heeft op zijn beurt een ambassade in Den Haag, consulaten-generaal in Amsterdam en Rotterdam en consulaten in Arnhem, Eindhoven, Enschede, Leeuwarden, Maastricht, Noord-Beveland, Groningen, Oranjestad en Willemstad. Beide landen zijn leden van de Europese Unie en de NAVO. Ook maken beide landen deel uit van de Schengenzone en hebben de euro als munteenheid.

## Landenvergelijking
|                  | Duitsland                                                        | Nederland |
| ---------------- | ---------------------------------------------------------------- | --- |
| Bevolking        | 80.159.662 (2020)                                                | 17.280.397 (2020) |
| Oppervlakte      | 357.121 km²                                                      | 41.543 km² |
| Dichtheid        | 224,5/km² (2020)                                                 | 416/km² (2020) |
| Hoofdstad        | Berlijn                                                          | Amsterdam |
| Regeringsvorm    | Federale republiek                                               | Constitutionele monarchie - Parlementaire democratie                                                                     |
| Officiële talen  | Duits Regionaal ook: Nederduits, Deens, Romanes, Sorbisch, Fries | Nederlands, Fries, Nedersaksisch                                                                                         |
| Religie          | 53,0% Christendom, 3,5% Islam, 40,7% geen gezindte               | 27,0% Rooms-katholiek, 15,7% Protestant, 1,0% overig christelijk, 5,7% Islam, 2,3% overige religies, 48,2% geen gezindte |
| Etnische groepen | 91% Duitsers, 3% Turken, 6% andere allochtonen                   | Nederlanders (80,9%), overige (19,1%)                                                                                    |
| BBP              | $2,812 biljoen ($34.212 per persoon)                             | $675,419 miljard ($40.433 per persoon)                                                                                   |

## Geschiedenis

### Prehistorie tot Middeleeuwen
Vanaf ongeveer 1000 v.Chr. vestigden zich Kelten in het huidige Duitsland en Nederland, later vestigden vanuit Scandinavië de Germanen zich in dezelfde streek. Vanaf het begin van de jaartelling rukten de Romeinen op naar Nederland en Duitsland en lange tijd was de Rijn de noordelijke grens van het Romeinse Rijk. Nadat de Romeinen uit de regio werden verdreven wist het Frankische Rijk zich snel uit te breiden. Het rijk werd uiteindelijk verdeeld in drie delen met het Verdrag van Verdun in 843. Nederland lag grotendeels in Midden-Francië terwijl Duitsland in Oost-Francië kwam te liggen. Met het Verdrag van Meerssen uit 870 werd het Middenrijk verdeeld tussen West- en Oost-Francië. Nederland en Duitsland kwamen grotendeels in het latere Heilige Roomse Rijk te liggen. Het Heilige Roomse Rijk bestond voornamelijk uit een groot aantal hertogdommen die vooral in naam ondergeschikt waren aan de keizer. Doordat de keizers vrijwel niets tegen de aanvallen van de Vikingen deden, kregen de vorsten in het huidige Nederland veel steun van de bevolking en werden ze steeds onafhankelijker van de keizer. Hoewel de Nederlandse vorsten onafhankelijker waren dan hun Duitse ambtgenoten waren ze nog wel degelijk met elkaar verbonden. Zo vonden er regelmatig personele unies plaats zoals Straubing-Holland dat van 1353 tot 1425/29 bestond. Tevens werden er vaak onderling oorlogen gevoerd en wisselden allianties constant.
Nadat de hertogen van Bourgondië in de vijftiende eeuw het grootste gedeelte van Nederland in handen kregen, begon de duidelijke verwijdering van de Nederlanden uit de Duitse invloedssfeer. De verenigde Nederlanden begonnen langzaam maar zeker een gezamenlijke identiteit te ontwikkelen die voortduurde onder de Spaanse macht, hoewel nog steeds alles gedecentraliseerd geregeerd werd.

### Vroegmoderne tijd
In 1517 begon de Reformatie onder leiding van de Duitse Maarten Luther. Het protestantisme wist veel aanhangers te winnen in de Nederlanden en Noord-Duitsland. De godsdienstige verschillen zijn een belangrijke reden voor het uitbreken van de Tachtigjarige Oorlog in de Nederlanden. De Opstand werd aanvankelijk geleid door Willem van Oranje, graaf van Nassau. Met de Tachtigjarige Oorlog goed onderweg brak in 1618 de Dertigjarige Oorlog uit in het Heilige Roomse Rijk. Ook bij deze oorlog speelde religie een belangrijke rol. Uiteindelijk werden beide oorlogen in 1648 beëindigd, terwijl de Nederlanden onafhankelijk werden van Spanje en uit het Heilige Roomse Rijk stapte, hadden de Duitse staten het zwaar te verduren gehad, bijna een derde van de bevolking was in de oorlog omgekomen.
Het Heilige Roomse Rijk stelde nu niet veel meer voor, alle deelstaten waren zo goed als onafhankelijk en vooral Brandenburg-Pruisen wist veel macht op te eisen in het noorden en Habsburgs Oostenrijk in het zuiden. In de beginjaren van de Republiek bestonden er regelmatig allianties met het Heilige Roomse Rijk om de macht van Frankrijk in te perken, zoals in de Hollandse Oorlog en de Negenjarige Oorlog. Met enkele deelgebieden was er echter ook strijd zoals het Prinsbisdom Münster tijdens de Hollandse Oorlog. Wederom tijdens de Spaanse Successieoorlog waren de Nederlanders en Duitsers verbonden tegen Frankrijk. Tijdens de Oostenrijkse Successieoorlog (1740 - 1748) streed de Republiek echter tegen Pruisen en Beieren.
Eind achttiende eeuw ontstond er onrust onder de bevolking in grote delen van Europa die onder invloed van de Verlichting meer macht wilden. In 1787 voorkwam Frederik II van Pruisen dat zijn zwager, Willem V de toenmalige stadhouder, werd afgezet door de Patriotten. In 1795 slaagde de Patriotten er echter alsnog in om de Bataafse Revolutie te doen slagen, zij het met hulp vanuit Frankrijk. De Bataafse Republiek werd een bondgenoot van Frankrijk en werd uiteindelijk bij het Franse Keizerrijk gevoegd. In 1806 werd het Heilige Roomse Rijk door Napoleon opgeheven en werd een vazalstaat van West-Duitse rijkjes gevormd: de Rijnbond. Nederland en de Rijnbond werden bondgenoten van Frankrijk terwijl Pruisen een van de tegenstanders was gedurende de napoleontische oorlogen. Nadat Nederland in 1813 grotendeels was bevrijd door Pruisische en Russische troepen keerde Willem Frederik terug en nam de macht over. Nederland koos weer de zijde van de coalities en streed zij aan zij met de Duitsers en Engelsen in de Slag bij Waterloo.

### Moderne tijd

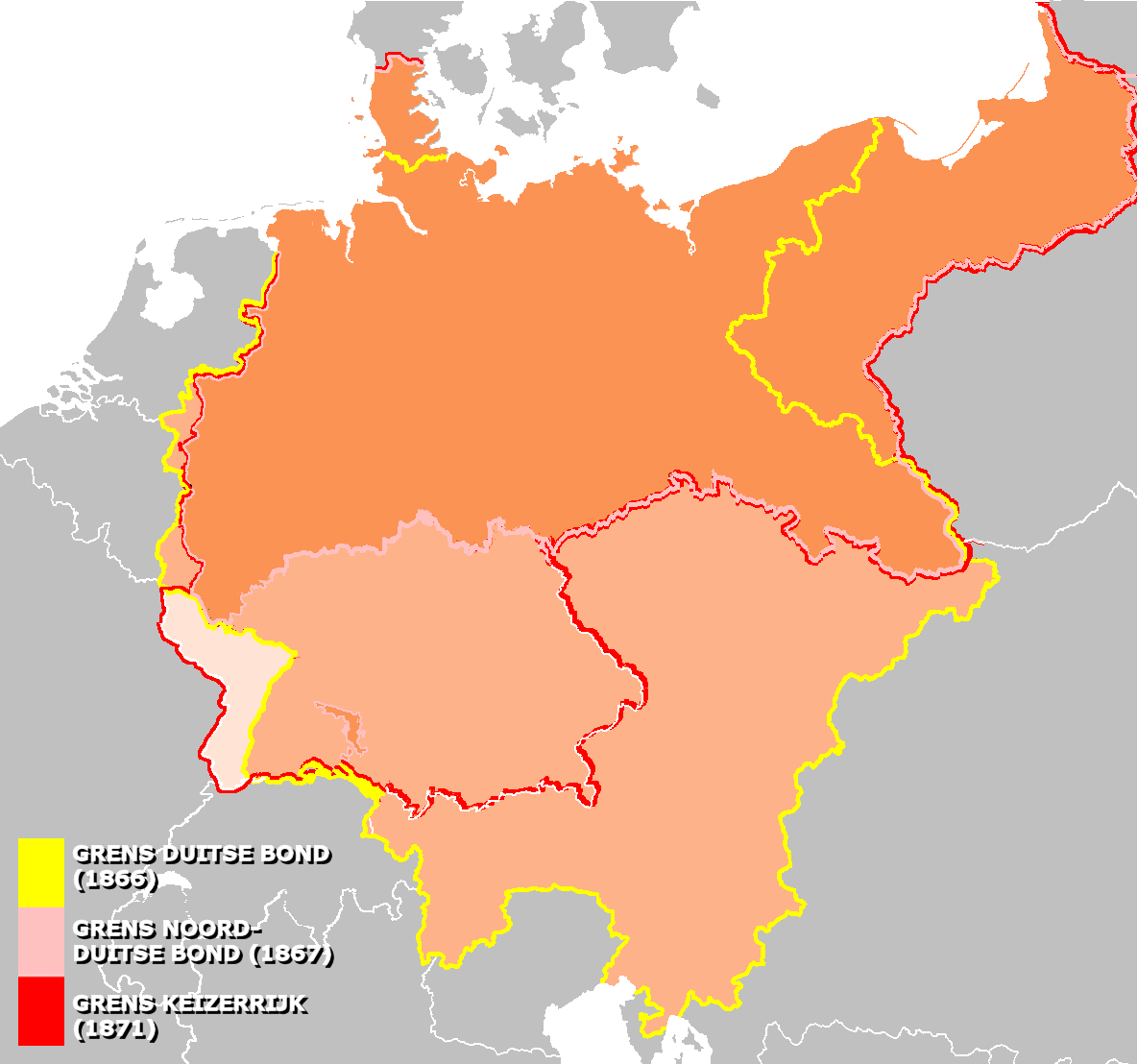
De eenwording van Duitsland

Bij het Congres van Wenen werd besloten de Nederlanden te verenigen in het Verenigd Koninkrijk der Nederlanden waarvan Willem Frederik koning werd. Pruisen kreeg de noordelijke delen van Koninkrijk Saksen, Westfalen en zowat de gehele linker Rijnoever. Tevens werd de Duitse Bond opgericht, een losse statenbond tussen Pruisen, Oostenrijk en de voormalige landen van de Rijnbond. Na de Pruisisch-Oostenrijkse Oorlog viel deze bond uit elkaar en werd de Noord-Duitse Bond (1866) opgericht bestaande uit 22 Duitse staten ten noorden van de Main. Pruisen dreigde nu het machtsevenwicht in Europa te verstoren. De Franse keizer Napoleon III probeerde dit te herstellen en wilde Luxemburg kopen van Nederland. Uit angst voor Pruisen zagen de Nederlanders wel wat in het plan. De Luxemburgse kwestie leidde bijna tot een oorlog tussen Nederland en Pruisen, waardoor van de verkoop uiteindelijk werd afgezien.
De Frans-Pruisische Oorlog en de Duitse Eenwording werden vanuit Nederland met een mengeling van bewondering en angst bekeken. Aan de ene kant werd de grote oosterbuur met culturele overeenkomsten en een hoog wetenschappelijk peil nagevolgd. Bovendien waren velen van mening dat Europa gebaat was bij vereniging, desnoods onder leiding van een sterk centraal gelegen land als Duitsland. Aan de andere kant vond men het niet prettig ineens zo'n machtige dominante buurman te hebben.
In de Eerste Wereldoorlog was Duitsland aanvankelijk van plan de neutraliteit van Nederland te schenden in het Schlieffenplan, maar zag hier van af omdat men meer zag in een neutraal Nederland dat als 'luchtpijp naar de Noordzee' kon dienen. Toch bleef een Duitse dreiging aanwezig omdat er altijd aan Duitse zijde de angst bestond dat Nederland de geallieerden zou bevoordelen. Aan de andere kant was Groot-Brittannië erop gericht de zeeblokkade tegen Duitsland zo effectief mogelijk te maken, waarmee de Nederlandse handelsbelangen in het gedrang dreigden te raken.
Tijdens het interbellum werden de Nederlandse handelsbelangen gehinderd door de slechte financiële positie van Duitsland. Hoewel Nederland zich economisch op Duitsland oriënteerde, deed dit land er alles aan om zo veel mogelijk deviezen binnen te halen en zo min mogelijk weg te laten lekken, wat leidde tot vertragingen in het betalingsverkeer naar Nederland, en de Nederlandse exporteurs hinderde. Dit verergerde toen de nazi's in 1933 aan de macht kwamen. De herbewapening, de Anschluss, de vernietiging van Tsjecho-Slowakije en het uiteindelijk weigeren van een reeds betaalde wapenleverantie leidden tot onrust over de plannen van Duitsland. Ondanks pogingen vanuit de diplomatie en het Nederlandse Ministerie van Economische Zaken verslechterde de relatie tussen Nederland en Duitsland.
Toen uiteindelijk in 1939 de Tweede Wereldoorlog uitbrak, probeerde Nederland opnieuw neutraal te blijven, maar slaagde hier uiteindelijk niet in. De Duitse bezetting van Nederland van 1940 tot 1945 leidden bij de Nederlandse bevolking tot aversie tegen Duitsland. Omdat Nederland nu bovendien in de Amerikaanse invloedssfeer terechtkwam, leidde dit tot een Angelsaksische invloed op de cultuur en de wetenschap. Waar vakliteratuur voorheen in het Duits was, kwamen nu Engelstalige boeken op. Politiek zag men echter al snel in dat een goede buurrelatie met de nieuwe Bondsrepubliek (West-Duitsland) uiteindelijk ook in het belang van Nederland was. Nederland en West-Duitsland werden beiden lid van de NAVO (in 1949 respectievelijk 1955), en waren beiden oprichters van de EGKS en de EEG. De landen zijn economisch en politiek sinds 1945 opnieuw naar elkaar toegegroeid, en werken op veel terreinen intensief samen.

## Economie
Voor Nederland is Duitsland de belangrijkste handelspartner, bij de import bedraagt de Duitse invloed 20,1% van het totaal en bij de export zelfs 23,6%. Voor Duitsland is Nederland vooral een belangrijk doorvoerland en investeerder.

## Transport
Beide landen zijn per trein verbonden met elkaar. Amsterdam is elke twee uur per ICE verbonden met Frankfurt am Main. Ook rijdt elke twee uur een Intercity tussen de beide hoofdsteden Amsterdam en Berlijn. Ook vanuit Groningen, Enschede, Arnhem, Venlo en Heerlen bestaan regionale verbindingen met Duitsland.

## Emigratie
Er wonen ongeveer 164.000 Nederlanders in Duitsland.
Er wonen ongeveer 79.000 Duitsers in Nederland.